# A66 (Groot-Brittannië)
De A66 is een 179 km lange hoofdverkeersweg in Engeland.
De weg verbindt Workington via Keswick, Penrith en Darlington met Middlesbrough.

## Hoofdbestemmingen
- Keswick
- Penrith
- Darlington
- Middlesbrough